# بنتانول حلقي
بنتانول حلقي أو حلقي البنتانول (الاسم العلمي: Cyclopentanol) ويُنقحر إلى سيكلو بنتانول هو كحولٌ حلقي. يُعرف أيضًا باسم هيدروكسي البنتان الحلقي (الاسم العلمي: Hydroxycyclopentane).

## التفاعلات
تؤدي بلمهة البنتانول الحلقي إلى إنتاج البنتين الحلقي:
C5H10O → C5H8 + H2O